# Chmod
A chmod parancs (change mode rövidítésből jön) egy shell utasítás és rendszerhívás. Arra használjuk, hogy megadjuk, megváltoztassuk az állományok hozzáférési jogait, többféle módon, például karakteres kapcsolókkal (r, w stb.), vagy oktálisan (számjegyekkel).
A parancs a jogosultság- és hozzáféréskezelést a fájlrendszer szintjén oldja meg.

## Történet
A chmod parancs először az AT&T Unix első verziójában jelent meg, és azóta is használják széleskörben (pl. GNU/Linux, BSD-alapú operációs rendszerek).

## Használata
A chmod specifikációja:
```
$ chmod [
options
] 
mode
[,
mode
] 
file1
 [
file2
 ...]
```

Ahhoz, hogy egy állománynak lássuk a jelenlegi hozzáférési jogait, használjuk a következő parancsot:
```
$ ls -l 
file
```

| Referencia | Osztály            | Leírás                                                                                               |
| ---------- | ------------------ | --- |
| u          | felhasználó – user | az állomány tulajdonosa                                                                              |
| g          | csoport – group    | azok a felhasználók, akik részei a csoportnak                                                        |
| o          | más – other        | azok a felhasználók, akik nem tartoznak az előbbi kettő közé (beleértve a másodlagos csoportokat is) |
| a          | mindenki – all     | a fenti három egyben, azaz ugo                                                                       |

Ahhoz, hogy jogokat rendeljünk vagy vonjunk el a következő operátorokat használjuk: 
| Operátor | Leírás                                                          |
| -------- | --------------------------------------------------------------- |
| +        | hozzáad egy jogot a megadott felhasználóhoz, csoporthoz         |
| -        | megvonja a jogot a megadott felhasználótól, csoporttól          |
| =        | a megadott jogokkal felruházza az adott felhasználót, csoportot |

A jogok különböző betűkkel vannak jelölve: 
| Mód | Neve            | Leírás                                     |
| --- | --------------- | ------------------------------------------ |
| r   | read            | olvasási jog                               |
| w   | write           | írási jog                                  |
| x   | execute         | végrehajtási jog                           |
| X   | special execute | végrehajtási jog                           |
| s   | setuid/gid      | tulajdonos, vagy csoport váltási jog       |
| t   | sticky          | ragadós bit, a fájlok eltávolításának joga |
| d   | directory       | nem valós jog, könyvtárat jelöl            |

E három betű kombinációjaként adhatjuk meg a jogokat.

### Példák
Például adjunk olvasás és írás jogot a felhasználónak és a csoportjának.
```
$ 
chmod ug+rw pelda

$ ls -ld pelda
drw-rw----   2 unixguy  usergroup     08 Jun  17 17:53 pelda
```

A következő példa eltávolítja mindenkitől az összes jogot (olvasás, írás, végrehajtás).
```
$ 
chmod a-rwx pelda

$ ls -l pelda

----------
   2 unixguy  usergroup     08 Jun  17 17:53 pelda
```

Az alábbi példában a 'pelda' nevű állományra csak végrehajtási jogot állítunk be.
Lássuk milyen jogaink voltak:
```
$ ls -ld pelda
drw-rw----   2 unixguy  usergroup     08 Jun  17 17:53 pelda
$ 
chmod ug=rx pelda

$ ls -ld pelda
dr-xr-x---   2 unixguy  usergroup     08 Jun  17 17:53 pelda
```

### Számok segítségével
A chmod parancs elfogadja a jogok megadását számokkal is, ez egy három vagy négyjegyű szám, melynek számjegyei nyolcas számrendszerbeli számok (ennek jelölésére használjuk az első nulla számjegyet). Figyeljük meg az alábbi példákat:
```
$ chmod 0664 pelda
```

```
$ chmod 664 pelda
```

vagy
```
$ chmod +r,-x,ug+w pelda
```

### Parancssor példák
| Parancs                                  | magyarázat |
| ---------------------------------------- | --- |
| chmod a+r fajl                           | olvasás jog mindenkinek |
| chmod a-x fajl                           | végrehajtási jog eltávolítva mindenkitől |
| chmod u=rw,go= fajl                      | olvasás és írás jog a felhasználónak, a csoporttól és a többi felhasználótól eltiltva minden                                                                     |
| chmod +rw fajl                           | olvasás és írásjogot adtunk mindenkinek, érdemes azonban az a (all=mindenki) használata, mivel nem minden rendszer esetén működik enélkül (pl. chmod a+rw file). |
| chmod -R u+w,go-w docs/                  | megváltoztatja a docs könyvtár összes állományának a jogait, úgy, hogy ezek tartalma írható lesz a felhasználónak, a csoporttól pedig elveszi az írás jogot.     |
| chmod 0 file                             | eltávolítja az összes jogot mindenkitől |
| chmod 664 file                           | olvasás és írás jogot ad a felhasználónak, és a csoportnak, a többinek pedig csak olvasás jogot.                                                                 |
| chmod 0755 file                          | ekvivalens a u=rwx (4+2+1),go=rx (4+1 & 4+1). A 0 nem ad jogokat.                                                                                                |
| chmod 4755 file                          | A 4 speciális beállítás set user ID a többi pedig ekvivalens a u=rwx (4+2+1),go=rx (4+1 & 4+1).                                                                  |
| find path/ -type d -exec chmod a-x {} \; | eltávolítja a végrehajtásjogot az összes könyvtártól (ha '-type f'-et használunk akkor az állományokra vonatkozik).                                              |